# Ха-Боним (аэродром)
Аэродром Ха-Боним (ивр. מנחת הבונים‎) — аэродром и взлетно-посадочная полоса в Израиле, расположенная на равнине Хоф-ха-Кармель, примерно в километре к северу от мошава Ха-Боним. Взлетно-посадочная полоса была построена и эксплуатируется частным предпринимателем и не фигурирует в национальном эскизном плане расположения аэропортов (ТМА 15), утвержденном в мае 2000 года.
По состоянию на лето 2022 года на взлетно-посадочной полосе ведутся работы по укладке новой взлетно-посадочной полосы длиной 1800 м.

## Структура и расположение
Взлетно-посадочная полоса расположена примерно в 700 метрах к востоку от побережья Средиземного моря и примерно в 50 метрах к востоку от прибрежной железнодорожной линии Израильских железных дорог, которой она параллельна. Взлетно-посадочная полоса имеет прямую траекторию взлёта длиной 800 метров, и разрешены полеты по правилам визуальных полётов во все дни недели и только в светлое время суток. Строительство взлетно-посадочная полоса эксплуатируется компанией «Air Paradive» и в основном используется для спортивного парашютного спорта.

## История
Взлетно-посадочная полоса была создана без официального разрешения в 1993 году компанией «Sky Club Ltd» для ведения бизнеса по спортивному прыжкам с парашютом для любителей. Ранее это место использовалось как сельскохозяйственная территория для выращивания полевых культур. К югу от неё находится карьер.
8 октября 1994 года в аэропорту произошел несчастный случай при прыжках с парашютом, в результате которого был ранен парашютист-любитель.
22 марта 1995 года на взлетно-посадочной полосе снова произошел несчастный случай при прыжках с парашютом, в котором парашютист-любитель получил серьёзные травмы во время курса прыжков с парашютом, длившегося несколько дней.
24 апреля 1999 года потерпел крушение самолёт с девятью десантниками, когда через 15 секунд после взлета с взлетно-посадочной полосы из-за неисправности в двигателе самолёт свалился на крыло и врезался в Гиват-Куркар возле прибрежного шоссе. В авиакатастрофе погибли четыре человека, в том числе пилот самолёта, ещё шестеро получили ранения. После авиакатастрофы Управление гражданской авиации при Министерстве транспорта назначило следственную комиссию во главе с Кохавом Хесом, которая 31 августа 1999 года представила краткий отчет о своих выводах. Главный вывод заключался в том, что в катастрофе виноват пилот. Но семьи погибших в авиакатастрофе выводы не удовлетворили, так как по их мнению комиссия проигнорировала расследование состояния самолёта перед полетом, и потребовали вневедомственной инспекционной комиссии. Премьер-министр Эхуд Барак, который в то время занимал также пост министра транспорта, назначил 18 мая 2000 года общественную комиссию по расследованию во главе с Раном Гореном, который обнаружил, что у самолёта были недостатки в обслуживании. Страховая компания отказала в выплате деликтного иска, мотивируя это тем, что парашютисты-любители считаются пассажирами, как и пассажиры регулярных рейсов, и что на иск парашютистов распространяются ограничения закона о воздушных перевозках. Но она проиграла судебный процесс и была обязана заплатить.
В 2000 году взлетно-посадочная полоса была куплена Даном Мокди, бывшим пилотом ВВС, который управляет ею через компанию «Air Paradive Ltd». Мокди начал процесс подготовки планов взлетно-посадочной полосы и получения разрешений на строительство для возведения нескольких зданий, в том числе ангар высотой до 8 метров, на площади около 7,1 квадратных километров, здание школы прыжков с парашютом, ресторан и офисы площадью около 2 квадратных километров на одном этаже, операционная зона для оборудования на площади около 2400 квадратных метров на двух этажах. Израильские железные дороги подали возражение против плана, поскольку он находится недалеко от маршрута прибрежной железной дороги, которая уже была проложена в 1920-х годах, поскольку строительство рядом с трассой нанесет ущерб её будущим возможностям развития, включая удвоение количества путей и план электрификации Израильских железных дорог. Мокди получил временное разрешение в течение 2002 года на эксплуатацию взлетно-посадочной полосы, и в плане был отмечен новый маршрут для взлетно-посадочной полосы, который он должен был установить после модернизации аэродрома. В то же время Израильские железные дороги начали продвигать план электрификации железной дороги, который потребует изменения расположения полосы. В июне 2004 года министр транспорта Авигдор Либерман объявил, что план будет продвигаться в ускоренном порядке в Комиссии по национальной инфраструктуре, но на практике план не продвигался в течение многих лет.
Во время Второй Ливанской войны, летом 2006 года, всякая деятельность на аэродроме была запрещена.
В 2015 году был представлен план изменения расположения ВПП в ответ на планы электрификации и удвоения железной дороги. На данном этапе в план входило копирование существующей полосы и строительство новой полосы такой же длины примерно в 70 метрах к востоку от неё. Кроме того, в плане явно ограничивалось использование взлетно-посадочной полосы, и было написано, что: «Аэродром будет использоваться только как аэродром для туризма, обеспечения безопасности и аварийно-спасательных работ».
В июне 2022 года журналист Авнер Хофштейн сообщил на новостном сайте «Зман Исраэль», что после утверждения плана Дан инициировал изменения в нём, которые включают увеличение траектории полосы до 1800 метров до окраины кибуца Неве-Ям. Разрешение на изменение плана было дано местным комитетом по планированию и строительству в 2017 году, когда глава совета Кармель Села сообщила его членам, что совет присоединяется к плану в качестве предпринимателя и поддержит увеличение площади вдвое. Обоснованием увеличения взлетно-посадочной полосы была необходимость безопасности для воздушной пожарной части после уроков, извлеченных из пожара в Кармеле в 2010 году. Но на практике 14 противопожарных самолётов пожарной части типа " Air Tractor АТ-802 " могут без труда приземлиться на взлетно-посадочную полосу даже на укороченной существующей ВПП. Кроме того, было выявлено, что центр системы пожаротушения, расположенный на взлетно-посадочной полосе Мегиддо, покрывает весь северный регион (с резервированием из аэропортов Хайфы и Рош-Пина), и нет необходимости в дополнительной взлетно-посадочной полосе для пожарных самолётов.
Кроме того, Хофштейн сообщил, что работы по расширению полосы стоимостью 53 миллиона шекелей финансируются и выполняются государственной компанией Israel Railways из государственного бюджета. Железная дорога объявила тендер на выполнение работ в декабре 2020 года. Застройщики Мокди и Israel Railways отказались объяснить, почему железная дорога финансирует и осуществляет расширение полосы с ориентировочной стоимостью в десятки миллионов шекелей, по их словам, в соглашении между сторонами есть обязывающий пункт о конфиденциальности. Новая взлетно-посадочная полоса длиной 1800 метров длиннее взлетно-посадочной полосы в аэропорту Хайфы (длина которой составляет всего 1278 метров) и в принципе позволит (при установке соответствующего оборудования) производить посадку небольших реактивных самолётов, таких как Arkia «Embraer E-Jet» и вылетать в аэропорты в южной Европе.